# Получумкосна
Получумкосна — река в России, протекает в Верхнекамском районе Кировской области. Устье реки находится в 1086 км по правому берегу реки Вятки. Длина реки составляет 11 км.
Исток реки находится северо-восточнее деревни Кочкино в 10 км к югу от города Кирс. Река течёт на север, затем поворачивает на запад. Всё течение лежит в ненаселённом заболоченном лесу. Впадает в Вятку в 7 км к юго-западу от города Кирс.
Название происходит от диалектного перм.-вят. чумкос «расстояние в 5-7 км по реке или в лесу».

## Данные водного реестра
По данным государственного водного реестра России относится к Камскому бассейновому округу, водохозяйственный участок реки — Вятка от истока до города Киров, без реки Чепца, речной подбассейн реки — Вятка. Речной бассейн реки — Кама.
По данным геоинформационной системы водохозяйственного районирования территории РФ, подготовленной Федеральным агентством водных ресурсов:
- Код водного объекта в государственном водном реестре — 10010300212111100030191
- Код по гидрологической изученности (ГИ) — 111103019
- Код бассейна — 10.01.03.002
- Номер тома по ГИ — 11
- Выпуск по ГИ — 1